# 太平军进攻上海
太平军进攻上海是1861年6月至1862年7月太平天國之亂期間的一場戰役。英法联军在中国首次大规模使用火炮。炮火给太平军造成重大伤亡，太平军指挥官李秀成被大炮发射的子弹打伤了左腿。

## 序幕
1851年到1853年，上海老城厢被名义上与太平天国结盟的小刀会占领。清军于1853年2月全面收复该地区。
1860年6月，赖文光率领的两万太平军攻入上海，五个月后撤離。1861年初，李秀成控制了浙江省和江苏省两省，同時他還指挥着60多万太平军。他的目标是夺取上海。应李秀成的要求，英法两国承诺保持中立。
1861年6月11日，太平军已集结了由譚紹光、李容发、陳坤書人等率領的五支軍隊。
上海道台吴煦負責指挥綠營，此外還有淮軍協防上海。

## 太平军一攻上海
1862年3月1日，洋槍隊在奉賢縣肖塘擊敗了太平軍。 
李容发率領20,000人進攻浦东， 在他占领浦東后，上海當局向英国和法国寻求帮助。農曆十月，美国人華爾带着他手下的2000名菲律宾和中国士兵对抗太平军。
在李容发呼吁进行为期15天的停火后，上海當局于12月向朝廷寻求幫助。作为回应，20,000名淮军士兵立即馳援上海。 

## 太平军二攻上海
1862年农历4月10日，李鴻章升任江苏巡抚。五天后，淮军开始反攻上海。
与此同时，金山縣縣令率领5000人綠營围攻被太平軍佔領的太仓。4月19日，李秀成派10万大军前往太仓。尽管李鸿章下令撤军，但縣令拒绝撤军，导致全军覆没。
4月29日，陈炳文占领嘉定縣，清军撤往上海。太平军随后准备从嘉定进攻松江和上海西北部。李鸿章命令程學啟反击陈炳文。
5月1日，嘉定被英、法和洋槍隊收復。同時李容发的部队在南汇向淮军投降。這激怒了李容发，他下令吉慶元進攻劉銘傳，但以失敗告終。這迫使李容发于5月10日从浦东新区撤出。清政府因此重新控制了上海东部和南部。
5月8日，程學啟向位於松江的太平军发起进攻，经过13天的战斗最終将他们驱逐出境。5月12日，青浦被清軍收復。太平軍從奉賢撤出。
李秀成得知松江、青浦失守後從蘇州發動反攻。5月17日在太倉擊敗清軍，並立即進攻青浦和嘉定。很快嘉定再次被太平軍攻佔。6月9日，青浦被太平軍攻佔。6月17日，太平军攻入上海，抵達法华寺、徐家汇、九里桥，並在九里桥、虹桥等地交戰。後來太平军退回至泗径。当时由於曾国荃率湘军进逼天京並且驻营雨花台，洪秀全要求李秀成回援，李秀成於是放弃泗泾，並将嘉定、青浦、太仓等地交由谭绍光负责，自己則回到苏州準備援救天京。
李鴻章的淮軍于五月中旬抵达上海周邊，但在嘉定被太平军击败。 

## 太平军三攻上海
1862年9月，一支由谭绍光指挥的8万名太平军再次進攻上海，上海由淮军的郭松林负责防守。
9月12日，太平天国7万人从太仓、昆山再次向清军发起进攻。很快他们抵達了青浦，並包围了两万清軍。清軍在反击下取得了一些阵地，但即使得到常胜军的增援，也未能取得太大进展。太平军利用这段时间建造了许多浮桥。
李鴻章亲自到场督战，命令他的将军们要在嘉定击败谭绍光。9月21日，程學啟指挥6000名淮军和清军水师的联合部队，在8时至14时之间连续對太平軍發動8次进攻，终于切断了太平军的退路。淮军最終杀死了3万多太平军。程學啟胸部受了严重的枪伤。
谭绍光後來在郜永寬的陪同下退守苏州。太平军又发动四次进攻，但未果，洪秀全下令停止进攻並且撤军，上海战斗结束。清政府、英法联军取得胜利，太平天国此後不再打算攻佔上海。